# Alexandre del Valle
Alexandre del Valle (nascut, el 6 de setembre 1969 a Marsella, França) és un científic polític, periodista, columnista polític i assagista francès, que està interessat en qüestions de l'islam, del terrorisme i de la geopolítica del món musulmà.
Alexandre del Valle va néixer en el si d'una família franco-italiana. Va estudiar a l'Institut d'Estudis Polítics d'Ais de Provença, la Universitat Montpeller 3 Paul-Valéry i l'Institut de Ciències Polítiques de Milà. És llicenciat en Seguretat, Defensa Nacional i Història de les Doctrines Polítiques. Va defensar una tesi en la història contemporània a la Universitat Montpeller 3 Paul-Valéry amb el títol "L'Occident i la segona descolonització: el Indigenismo i l'islamisme de la Guerra Freda fins avui". Al principi de la seva carrera, va treballar com a funcionari a França, després va treballar al Parlament Europeu a Brussel·les, abans de crear la seva empresa de consultoria. Actualment és professor de geopolítica i de relacions internacionals a l'Escola de Comerç - La Rochelle.

## Assagista
És autor de set llibres, traduïts en portuguès, italià i serbi. En el seu primer llibre "L'Islamisme i els Estats Units: una aliança contra Europa", estudia l'explotació per part dels serveis dels Estats Units dels mujahidins de l'Afganistan en la seva lluita contra la Unió Soviética. En l'últim llibre "El caos de Síria", estudia les causes profundes del conflicte sirio.
Va defensar la idea d'acostament entre Rússia i Europa per crear un nou bloc geopolític que va cridar "Pa-Occident", necessari per combatre l'amenaça islamista.
Descriu l'islamisme com un tercer tipus de totalitarisme, dues altres sent el nazisme i el comunismo. En la seva obra Del Valle analitza la convergència internacional neo-totalitària "Preconitzant la lluita de les civilitzacions i de les religions, declarant després la guerra al món judaic-cristià en nom dels 'desheretats' de la resta del planeta, [l'islamisme revolucionari] sedueix tant als nostàlgics del tercer Reich pagà, decidits a erradicar el judaisme i el cristianisme, com als partidaris de la falç i el martell, disposats a combatre l'Occident 'burgès' i el 'capitalisme'. ".
Alexandre del Valle descriu el procés de declinació de la importància d'Occident que continuarà en l'any 2016. Segons Del Valle, "no es tracta de desintegració o desaparició dels països del 'primer món', però a la palestra internacional seus valors ideològics perdent la seva autoritat indubtable. sorgiran nous pols ideològics i geopolítics, que intenten alliberar-se de l'hegemonia d'Occident ". Del Valle creu que "Rússia exerceix el paper principal en aquest procés de redistribució del poder, ja que" no va a permetre EUA que desestabilitzi als governs legítims en qualsevol racó del món, amenaçant als interessos russos ".

### Obres
- La Maronité politique', Le système confessionnel libanais et la guerre civile, IEP d'Aix-en-Provence, 1992 (mémoire).
- Statut légal des minorités religieuses en terres d'Islam, Faculté de droit d'Aix-en-Provence, 1993 (mémoire).
- La Théorie des élites, Faculté de Sciences politiques de Milan, 1993 (mémoire de DEA en histoire des doctrines politiques et des institutions politiques).
- Islamisme et États-Unis, une alliance contre l'Europe (Islamismo y Estados Unidos, la alianza contra Europa), L'Âge d'Homme, 1997 (ISBN 2-8251-1060-4). versions italienne et serbo-croate.
- Une idée certaine de la France (ouvr coll), Sous la direction d'Alain Griotteray, 1999, France-Empire, 1998.
- Guerres contre l'Europe : Bosnie, Kosovo, Tchétchénie, Les Syrtes, 2001 (ISBN 2-84545-045-1). (versions espagnoles, brésilienne, portugaise, italienne et serbo-croate).
- Quel avenir pour les Balkans après la guerre du Kosovo, Paneuropa/L'Âge d'Homme, 2000.
- Le Totalitarisme islamiste à l'assaut des démocraties, Les Syrtes, 2002.
- La Turquie dans l'Europe : un cheval de Troie islamiste ?, Les Syrtes, 2004 (ISBN 2-84545-093-1).
- Le Dilemme turc, ou les vrais enjeux de la candidature d'Ankara avec Emmanuel Razavi, Les Syrtes (ISBN 2-84545-116-4).
- Frères musulmans. Dans l'ombre d'Al Qaeda, Jean-Cyrille Godefroy, 2005 (ISBN 2-86553-179-1), préface d'Emmanuel Razavi.
- Perché la Turchia non può entrare nell'Unione europea, Guerini ed Associati, Milan, 2009 (préface de Roberto de Mattei).
- I Rossi, Neri, Verdi: la convergenza degli Estremi opposti, Lindau, 2009, Turin (préface Magdi Allam).
- Pourquoi on tue des chrétiens dans le monde aujourd'hui ? : La nouvelle christianophobie, Maxima Laurent du Mesnil 2011 (préface Denis Tillinac)
- Le complexe occidental : Petit traité de déculpabilisation, L'artilleur, Toucan Essais, 2014.
- Le Chaos syrien, printemps arabes et minorités face à l'islamisme, Dhow, 2014.